# Enicospilus quirinus
Enicospilus quirinus là một loài tò vò trong họ Ichneumonidae.